# Крайнинське герцогство
Кра́йнське герцогство або Крайна (словен. Vojvodina Kranjska, нім. Herzogtum Krain), також Карніольське герцогство (лат. Ducatus Carnioliae) — адміністративна одиниця Священної Римської імперії і Габсбурзької монархії 1364—1918 рр. Столиця Любляна. Герцогство мало площу 9990 км ², населення 510,000 осіб.

## Історія
Латинська назва Крайни, Carniola, походить від назви корінного населення її південно-західної частини — карнів. Після приходу до верхнього басейну Сави племен словенів у VI столітті ця територія стала у першій половині VII століття частиною слов'янської імперії Само. У 748 році територія, після війн з Баварськими та Фріульським герцогами та аварами, була захоплена франками. Це започаткувало християнізацію та германізацію регіону, а спадкові словенські князі були заміщені франкськими намісниками.
У 952 році словенські землі увійшли до складу великого Каринтійського герцогства (Карантанії) у складі Священної Римської імперії. Пізніше, у X—XI століттях на південно-східних кордонах Каринтійського герцогства були створені самостійні марки Карніольська з слов'янами та Штирійська з угорцями.
У 1077 році влада над Крайнською маркою зі столицею в місті Крайнбург (словен. Krajnj, нім. Krainburg) була дарована імператором Генріхом IV патріарху Аквілейському. У складі патріархату територія Крайнської марки була розширена за рахунок приєднання частини сусідніх земель, із якими разом вона носила найменування Carniola et Marchia (пізніше знову урізане до Carniola). Крайна по черзі переходила у ленне володіння герцогів Каринтійських та Меранських; лени герцогів Каринтійських  пізніше були успадковані графами Ортенбурзькими.
У 1233 р. імператор віддав Крайнську марку в ленне володіння Фрідріху II Австрійському, який в 1245 р. оголосив себе герцогом Крайнським. Після смерті Фрідріха II в 1246 р. Крайну підпорядкував Ульріх III, герцог Каринтійський, вірогідно за згодою Аквілейського патріарха. Значення останнього в Крайні скоро стало падати, і Ульріх почав розпоряджатися цілком самостійно. Спадкоємцем своїм він призначив в 1268 році короля Богемії Отакара II, проте в 1278 році той зазнав поразки від Рудольфа Габсбурга, який захопив після цієї перемоги Штирію, а через чотири роки й Австрію.

## У складі держави Габсбургів (1335—1809)
У 1335 р. імператор Людовик IV дарував землі Каринтії і Карніоли дому Габсбургів, чиїм володінням вони залишалися після цього до початку XX століття (з перервою в 1809—1813 рр.). 1364 р. австрійський герцог Рудольф IV вже титулувався «герцогом Крайнським».
Після смерті герцога Генріха Богемського в 1335 році без спадкоємця чоловічої статі, відповідно до умов договору 1282 р. між Мейнхардом II Горицьким-Тірольським і Альбрехтом I Габсбургом, Каринтія та Крайна перейшли під владу герцогів Австрії, попри опір Яна Люксембурзького. Дочці Генріха Маргариті вдалося зберегти за собою лише Тірольське графство. Син Альбрехта I, Рудольф IV привласнив собі титул «герцога Крайнського» в 1364 році. У 1365 році, після смерті старшого брата Рудольфа IV, Леопольд разом зі своїм братом Альбрехтом III успадкували престолом Австрії.
Спочатку брати правили спільно, причому Леопольд III відповідав за управління Тіролем, але в 1379 р. між ними був укладений Нойберзький договір, який поділив володіння Габсбургів. Альбрехту III дісталася власне Австрійське герцогство, а Леопольду III були передані Штирія, Каринтія, Тіроль, Істрія, Крайна і Передня Австрія. Цим було закладено поділ Австрійської монархії між Альбертинською і Леопольдинською лініями. У 1457 році Внутрішня Австрія була знову об'єднана з Австрійським ерцгерцогством під владою імператора Фрідріха III Габсбурга. У 1564 році Крайна знову була відділена як частина Внутрішньої Австрії під владою ерцгерцога Карла II. Син Карла, імператор Фердинанд II Габсбург, у 1619 р. успадкував усі землі династії і герцогство було частиною Габсбурзької монархії з того часу.
Наполеон після Шенбруннського договору в 1809 р. утворив Іллірійські провінції з існуючих територій Крайни, Каринтії, Хорватії, Гориці і Градишки та Трієсту. Остаточний акт Віденського конгресу в 1815 р. відновив Іллірійські провінції у складі Австрійської імперії. Крайна потім стала центральною частиною території Габсбурзького Іллірійського королівства, столицею якого була також Любляна. Воно було обмежено на півночі Каринтійським герцогством, на північному сході Штирійським герцогством, на південному сході і півдні Королівством Хорватії і Славонії, і на заході Графством Гориці і Градишки й Істрією.
Після розпуску Іллірійського королівства в 1849 році указом від 20 грудня 1860 р. було створено Крайнське герцогство. Бюджет кронланду склав 1901 року 3 573 280 крон ($ 714 656).
У 1918 році герцогство перестало існувати, а його територія увійшла до складу новоутвореної Держави Словенців, Хорватів і Сербів, а потім частково до складу Королівства Сербів, Хорватів і Словенців (з 1929 р. називалося Королівство Югославія). Західна частина князівства з містами Постойна, Ілірська Бистриця, Ідрія, Випава і Штрує були приєднані до Італії в 1920 році, проте згодом були також включені до складу Югославії в 1945 році.

## Адміністративний поділ
Крайна традиційно поділяється на три суб-регіони: Верхня Крайна (словен. Gorenjska, нім. Oberkrain), Нижня Крайна (словен. Dolenjska, нім. Unterkrain) і Внутрішня Крайна (словен. Notranjska, нім. Innerkrain). До 1860 р. межі цих суб-регіонів збігаються з районами (Kreise) Любляни, Ново Мєсто і Порторож. Пізніше вони були розділені на дрібніші одиниці, т. зв. політичні (або адміністративні) райони. У 1861—1918 рр. Крайна мала поділ на одинадцять районів, що складалися з 359 муніципалітетів.